# Hyakumonogatari kaidankai

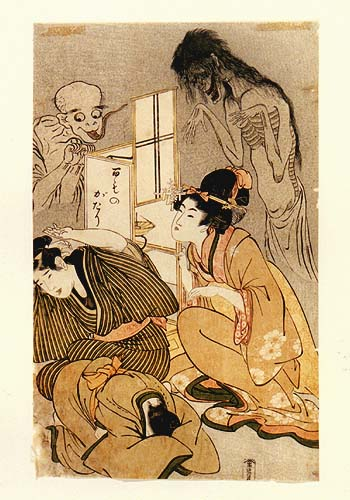
par Kitagawa Utamaro.

Hyakumonogatari kaidankai (百物語怪談会, litt. « Rassemblement de cent contes fantastiques ») est un jeu oral japonais très populaire datant de l'époque d'Edo.

## Déroulement du jeu
La partie commence lorsque tombe la nuit. Trois pièces séparées sont nécessaires pour jouer. Cent andon sont d'abord allumés et un miroir posé sur une petite table en préparation de la partie. Lorsque tombe la nuit, les invités se réunissent dans la première des trois chambres, se placent parmi les andon et racontent à tour de rôle des kaidan (怪談, histoires fantastiques) et des contes folkloriques transmis par des villageois qui affirment avoir fait des rencontres surnaturelles. À chaque kaidan raconté, le narrateur pénètre dans la troisième pièce, souffle un andon, regarde dans le miroir et revient dans la première pièce. Après chaque conte, la chambre s'obscurcit lentement tandis que les participants avancent vers la centième histoire, créant les conditions requises pour l'évocation des esprits.
Cependant, comme le jeu atteint le 99e conte, de nombreux participants s'interrompent, craignant de faire apparaître les esprits qu'ils ont invoqués.

## Histoire
Bien que les origines exactes du Hyakumonogatari kaidankai sont inconnues, on croit qu'il a été joué la première fois parmi la classe des samouraïs comme épreuve de courage à l'époque de Muromachi (1333-1568). Dans le conte pour enfant Otogi monogatari d'Ogita Ansei de 1660, une version du jeu est décrite qui raconte comment plusieurs jeunes samouraïs racontent des histoires à la Hyakumonogatari kaidankai. Dans le conte, alors qu'un samouraï termine une centième histoire, il commence à éteindre la bougie quand soudain il voit une main noueuse géante descendre sur lui. Alors que certains des samouraïs se blottissent de peur, un coup de son épée révèle que la main n'est que l'ombre d'une araignée.
Dans un premier temps, le jeu Hyakumonogatari kaidankai est populaire parmi la classe aristocratique des guerriers mais il acquiert bientôt une réputation favorable parmi les paysans de la classe ouvrière et les gens de la ville à l'époque d'Edo. Les recueils de hyaku monogatari (« Cent Contes ») jouissent alors d'une immense popularité à tous les échelons de la société, directement sous forme de livres ou à l'occasion de rassemblements où l'on échangeait des histoires fantastiques, tels que les kaidankai. Avec un intérêt accru pour raconter des kaidan récents et originaux, des gens commencent à parcourir les campagnes pour recueillir des contes mystérieux, dont beaucoup combinent un mélange de vengeance de fantômes et des éléments du karma dans le bouddhisme (en).
Véritable phénomène populaire, l'emballement autour du Hyakumonogatari kaidankai combiné avec les nouvelles techniques d'impression créent une explosion des ventes de livres sur le thème des kaidan et la recherche de contes appropriés dans tous les coins du Japon et de Chine. C'est en 1677 qu'est publié le premier kaidan-shu. Intitulé Shokoku hyakumonogatari, ou 100 contes de nombreux pays, le livre est réputé pour être une compilation de récits de personnes résidant dans plusieurs pays et qui affirment que chaque conte est véritable.
Les livres de ce genre utilisent souvent le terme Hyakumonogatari dans le titre et la popularité de l'histoire publiée continue longtemps après que l'engouement pour le jeu lui-même a disparu.